# Marchais-en-Brie
Marchais-en-Brie é uma ex-comuna francesa na região administrativa de Altos da França, no departamento de Aisne. Estendeu-se por uma área de 12,78 km². Em 2010 a comuna tinha 836 habitantes (densidade: 65,4 hab./km²).
Em 1 de janeiro de 2016 foi fundida com as comunas de Artonges, La Celle-sous-Montmirail e Fontenelle-en-Brie para a criação da nova comuna de Dhuys-et-Morin-en-Brie.